# Almería
Almería tengerparti város Spanyolországban, Andalúzia autonóm közösségének délkeleti részén.
Már az ókorban is jelentős kikötő volt. A középkorban a mór kalózok bázisa volt egészen addig, míg a mórokat ki nem űzték Spanyolországból. Hatalmas erőd őrzi ennek a középkori időszaknak az emlékét.

## Népesség
A település lakosságának változását az alábbi diagram mutatja:
| Lakosok száma | 170 994 | 176 727 | 185 309 | 187 521 | 190 349 | 193 351 | 195 389 | 198 533 | 199 237 | 202 675 |
|               | 2001    | 2003    | 2006    | 2008    | 2011    | 2014    | 2017    | 2019    | 2022    | 2024    |

## Éghajlat
| Hónap                                   | Jan. | Feb. | Már. | Ápr. | Máj. | Jún. | Júl. | Aug. | Szep. | Okt. | Nov. | Dec. | Év   |
| --------------------------------------- | ---- | ---- | ---- | ---- | ---- | ---- | ---- | ---- | ----- | ---- | ---- | ---- | ---- |
| Átlagos max. hőmérséklet (°C)           | 16,9 | 17,6 | 19,6 | 21,4 | 24,1 | 27,9 | 30,5 | 31,0 | 28,4  | 24,5 | 20,5 | 17,9 | 23,4 |
| Átlagos min. hőmérséklet (°C)           | 8,3  | 9,0  | 10,6 | 12,5 | 15,3 | 18,9 | 21,7 | 22,4 | 20,0  | 16,3 | 12,3 | 9,6  | 14,8 |
| Átl. csapadékmennyiség (mm)             | 24   | 25   | 16   | 17   | 12   | 5    | 1    | 1    | 14    | 27   | 28   | 30   | 200  |
| Havi napsütéses órák száma              | 194  | 191  | 232  | 261  | 297  | 325  | 342  | 315  | 256   | 218  | 183  | 178  | 2992 |
| Forrás: Agencia Estatal de Meteorología |      |      |      |      |      |      |      |      |       |      |      |      |      |

## Gazdaság
A modern Almería sót dolgoz fel, s a környező, azonos nevű, száraz tartomány árucikkeit - gyümölcsfélék, vas, ólom - exportálja. A környék mezőgazdasági központja, ahol üvegházi növénytermesztéssel is foglalkoznak. A primőr zöldséget és gyümölcsöt európai országokba szállítják.

## Látnivalók
- Az Alcazaba, középkori erőd a város felett (10. sz.)
- A városi katedrális (Catedral de Almería)
- García-torony – 16. századi őrtorony a tengerparton
- Chanca, a sziklába vésett házak csoportja
- Paseo de Coches, tengerparti sétány kertekkel és pálmákkal

## Híres szülöttei
- Antonio de Torres (1817–1892), gitárkészítő
- Nicolás Salmerón(wd) (1838–1908), politikus
- Manolo Escobar (1931–2013), tánc- és népdalénekes
- Antonio Biosca (1948–), labdarúgó
- Tomatito (1958–), flamenco gitáros
- Niño Josele (1974–), flamenco gitáros
- David Bisbal (1979–), popénekes